# Виноробство в Ізраїлі
Виноробство в Ізраїлї — розділ економіки, який розвивається на території Палестини ще з Біблійних часів. Нараховує історію у 5–6 тисяч років.

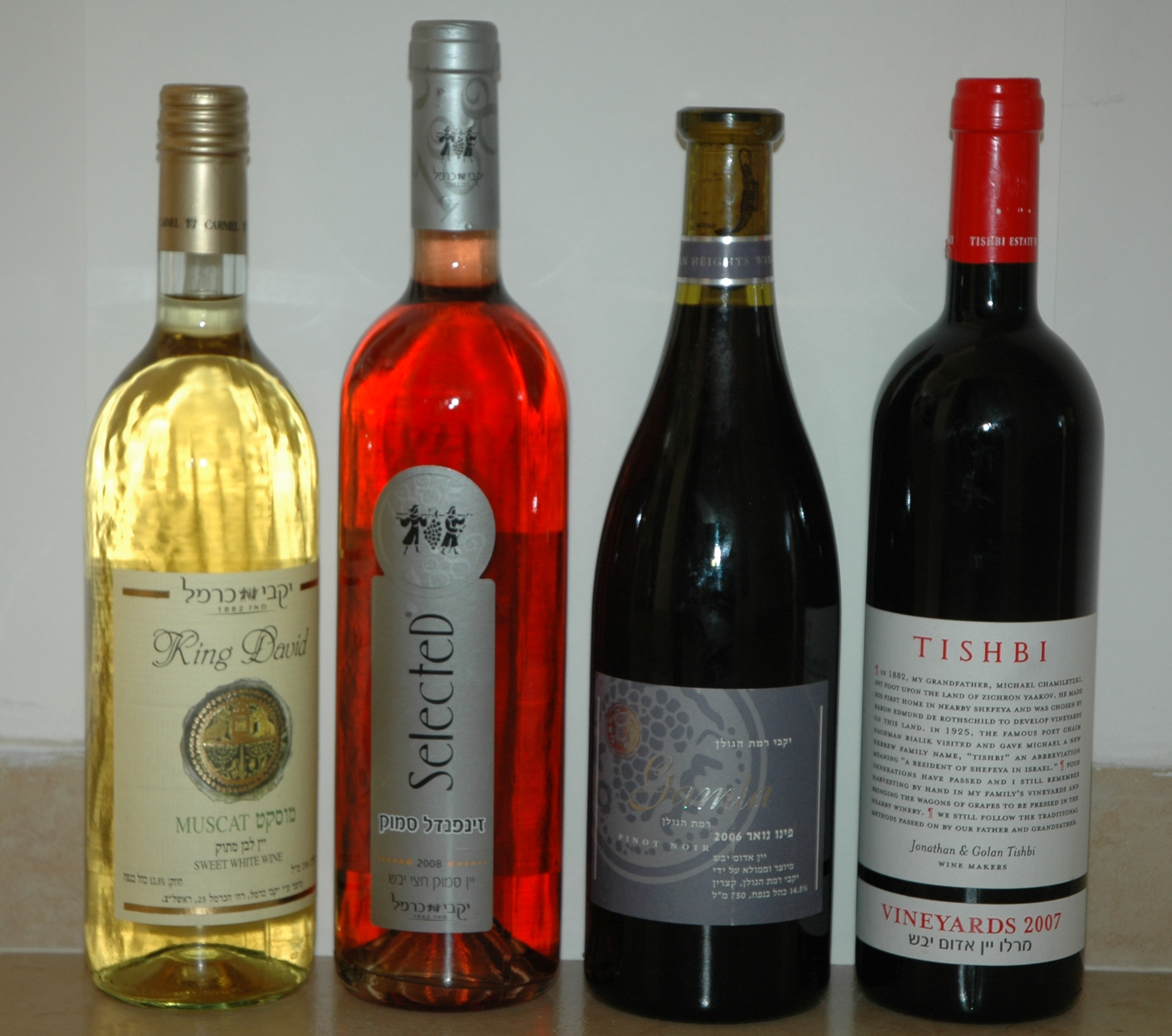
Пляшки ізраїльського вина

В країні нараховується більш ніж 300 винокурень — декілька десятків промислових підприємств і безліч тих які появилися в останнє десятиліття та є переважно малими за розмірами. Найбільшими виробниками є — Кармель (англ. Carmel Winery), Barkan Wine Cellars (англ.), Golan Heights Winery (англ.); серед інших відомих ізраїльських саме є Teperberg, Binyamina, Galil Mountain, Tishbi, Tabor, Recanati и Dalton.

## Історія
Виноробства в Ізраїлі народилося з того часу як люди, які проживали на території Палестини і почали використовувати виноград приблизно 3–4 тис. років тому і нараховує 5–6 тис. років станом на сьогодні. В стародавній Юдеї важливу частину сільського господарства складало догляд, обробіток та вирощування виноград. Згідно традиції євреїв, святкування суботи, Песаха, Нового року, Пуриму, весільний церемоній є неможливе без вина. Також, вино в край доставляли до Єгипту, у двори фараонів, а в часи правління і перебування під Римом до різних кутків імперії.
З 636 року, коли землями Ізраїлю заволоділи араби, як наслідок виноробство припинилися більш як на 1000 років, це пов'язано з тим що Коран забороняє вживати алкоголь.
Сучасна вина промисловість в Ізраїлі було заснована, з приїздом на Святу землю перших поселенців-євреїв понад 100 років тому.
У 1848 році рабин Єрусалима заснував першу документально оформлену виноробню в сучасній історії Ізраїлю є, але її існування було недовговічним. У 1870 році був заснований перший єврейський сільськогосподарський коледж Міквох Ізраїль, який також ознайомлював учнів з курсом з виноградарства.
Корені сучасної ізраїльської виноробної промисловості можна простежити наприкінці XIX століття, коли французький барон Едмон де Ротшильд, власник Бордо Шато Лафіт-Ротшильд, почав імпортувати французькі сорти винограду та технічні знання в Палестині.
У 1882 році він допоміг створити виноробний комбінат «Кармель» з виноградниками та великими виробничими потужностями виноробства в Рішон-ле-Ціон та Зіхрон-Яков біля Хайфи.

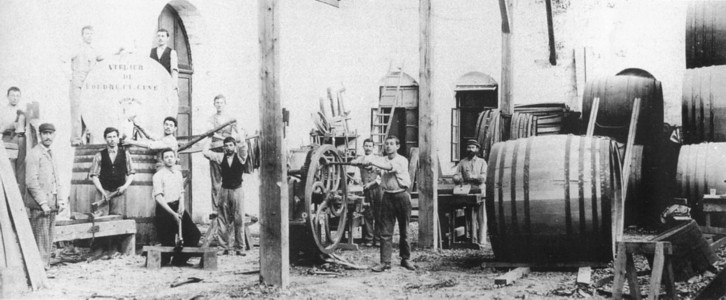
Встановлення виних діжок у Зіхрон Яаков, 1890-ті

На сьогоднішній день «Кармель» є найбільшим виробником ізраїльського вина, і є передовою фірмою у багатьох технічних та історичних досягненнях як у виноробстві, так і в історії Ізраїлю.

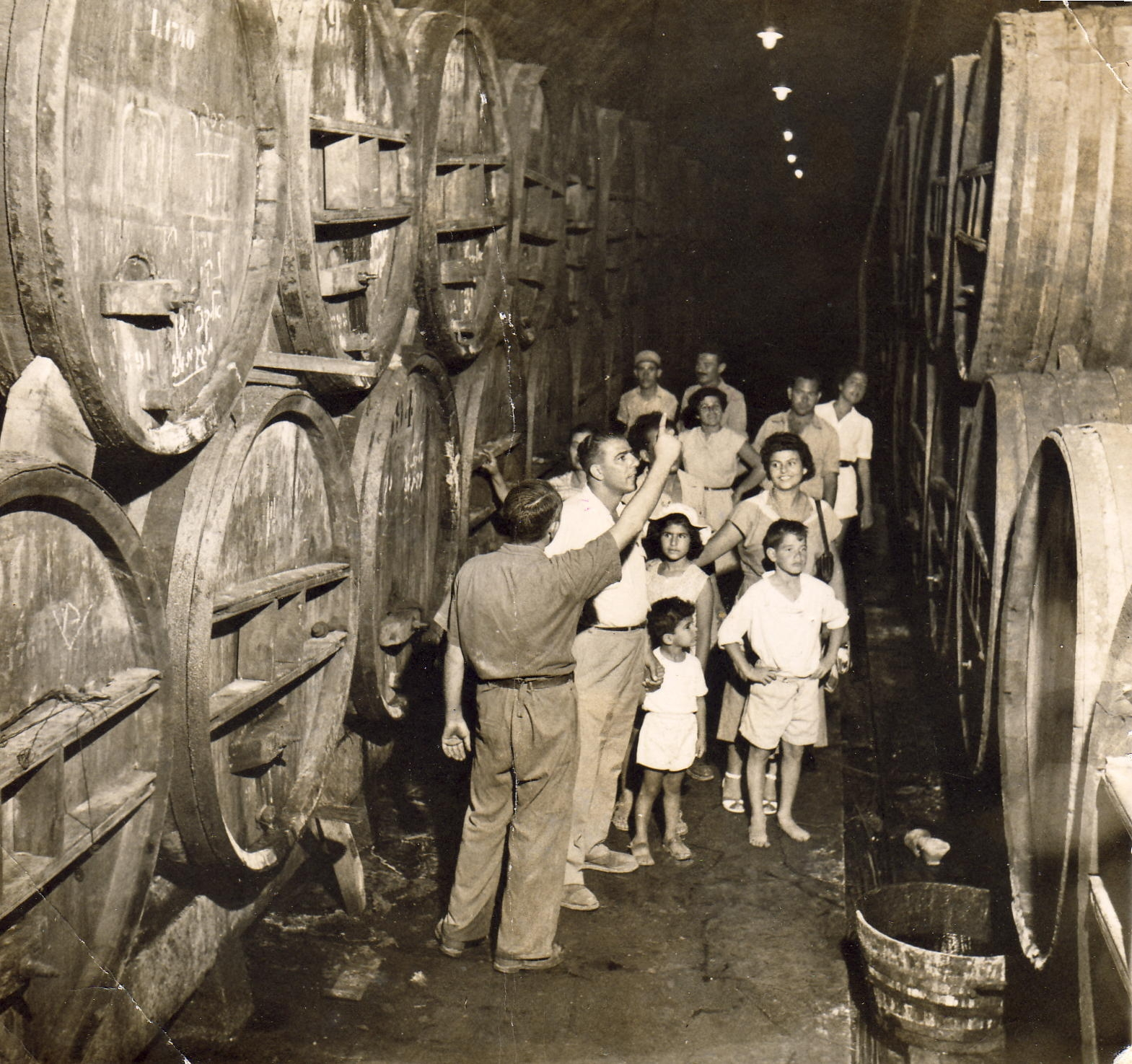
Зіхрон Яаков виноробня, 1945

Один з перших телефонів в Ізраїлі був встановлений на Кармелі, а перший прем'єр-міністр країни Давид Бен-Ґуріон працював на фірму «Кармель» в юності.
За більшою частиною своєї історії в сучасну епоху виноробна галузь Ізраїлю базується переважно на виробництві кошерних вин, які експортують в усьому світі єврейські громади.
Якість цих вин доволі різниться, багато вироблялося з благородних виноградників, які оцінюються за якістю. Багато хто з цих вин також є дещо солодкими.
Наприкінці 1960-х рр. виноробний завод «Кармель» став першим ізраїльським винзаводом для виготовлення сухих столових вин. Лише до 1980-х років промисловість в цілому побачила відродження якісного виноробства, коли відбувся приплив професійних та талановитих виноградарів з Австралії, Каліфорнії та Франції, що принесло сучасні технології та технічні знання в зростаючу ізраїльську виноробну промисловість.
У 1989 році був заснований перший бутик-винний завод в Ізраїлі.
До 1990-х років ізраїльські маєтки, такі як Винний завод Голан-Гайтс і Domaine du Castel, виграли декілька нагород на міжнародних винних змаганнях.
У 1990-ті роки відбувся подальший «бум» у відкритті винні заводів-бутиків. До 2000 р. в Ізраїлі було 70 виноробних підприємств, а до 2005 р. їх кількість зросла до 140.
Сьогодні менше 15 % ізраїльського вина виробляється для релігійних цілей. Три найбільших виробників — виноробне підприємство «Кармель», винні погреби «Баркани» та «Виноробне господарство Голан-Гайтс» — посідає більше 80 % внутрішнього ринку. США є найбільшим експортером.
Ізраїль став рушійною силою виноробства в Східному Середземномор'ї через його готовність застосовувати нові технології та великий експортний ринок. У країні також виникла сучасна винна культура з висококласними ресторанами, в яких представлені різноманітні вина з відусіль, які користуються популярністю національної публіки, яка долучається до винної культури.
Станом на 2012 рік виноградники займають близько 5 000 га, врожай винограду складає 52 873 метричних тонн, вироблялось 36 мільйонів пляшок вина в рік; до 2015 року площа виноградників збільшилась до 5 500 га.

## Райони виноробства

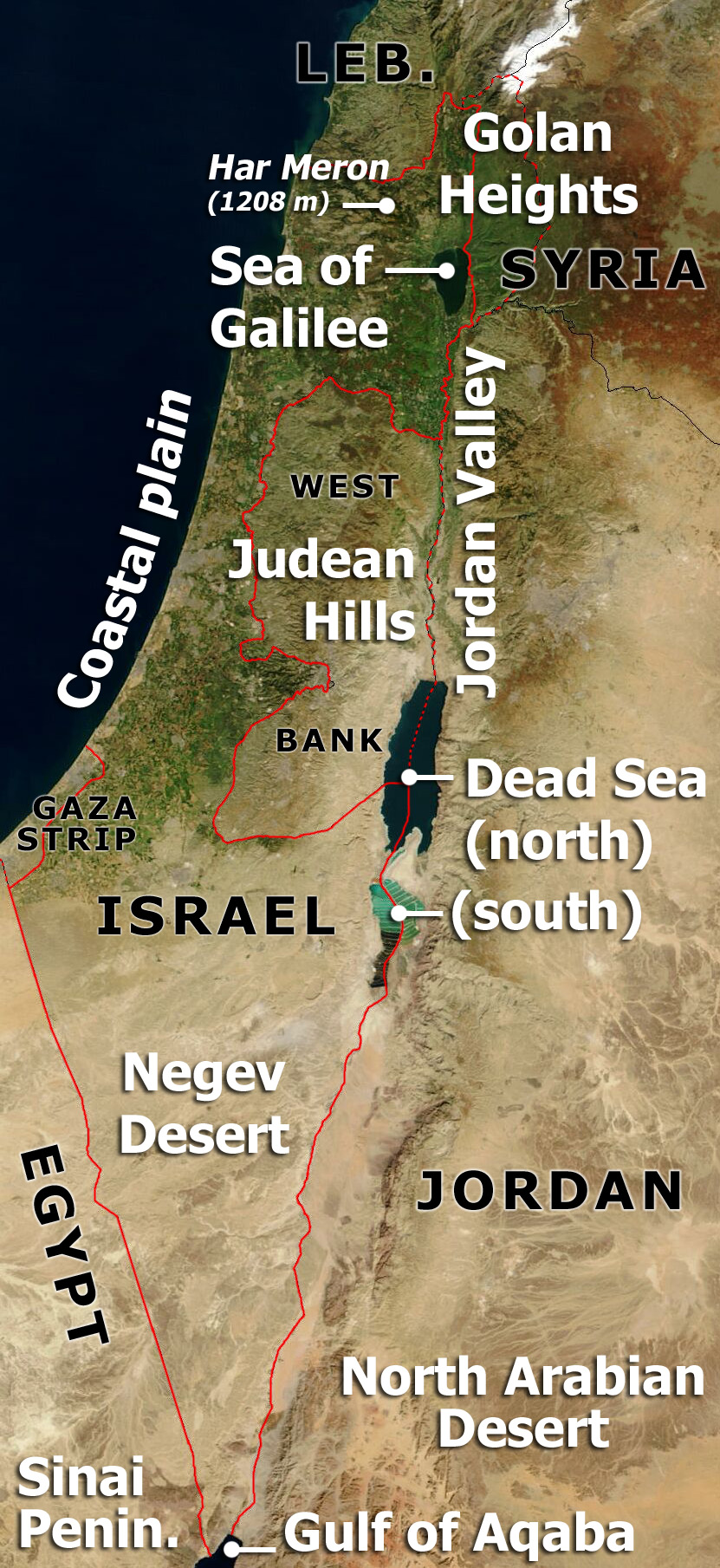

Ізраїль відчуває сильний вплив Середзем'я, що значною мірою позначається і на смакових, колінних та інших властивостях вина.
В Ізраїлі існує п'ять районів по виробництву вина : 
- Галілея (включаючи Голани, Верхню Галілею та Нижню Галілею);
- Юдейські гори;
- околиці Єрусалиму;
- Самсон (район між Юдейськими горбами і прибережною рівниною);
- Пустельний район Негев;
- район Самарія, який включає частину Прибережних рівнині Ізраїлю прибережної рівнини — узбережжя Кармель та рівнину Шарон.

## Сорти винограду

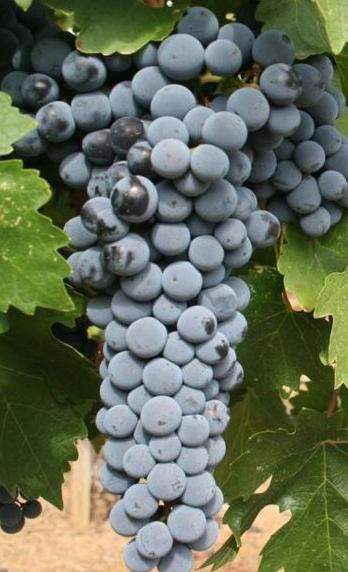
Каберне Савіньйон

Сорти винограду, які культивуються в Ізраїлі та райони вирощування цих сортів:
- Каберне Совіньйон (18 % від загальних врожаїв)
- Каріньян (17 % від загалу)
- Мерло (13 % від загал)
- Шираз, Сира (7 % ід загалу)
- Пті вердо (5 % від загалу)
- Аргаман (5 % від загалу, Зіхрон-Яков, Шімшон)
- Коломбард (англ. Colombard) (4 % від загалу, всі виноробні райони)
- Александрійский мускат (англ. Muscat of Alexandria) (4 % від загалу)
- Шардоне (3 % від загалу)
- Ріслинг (всі виноробні районі країни)
- Мускат Ріслинг (Зихрон-Яаков, Шимшон)
- Емеральд Ріслинг (2 % від загального врожаю, всі райони)
- Petite Sirah (2 % від загалу)
- Каберне-фран (2 % від загалу)
- Мальбек (2 % від загалу)
- Совиньйон Блан (2 % від загалу, всі виноробні райони країни)
- Семільйон (всі виноробні райони)

## Кошерні вина
Згідно традиціям та вірування юдеїв їжа та напої повинні бути кошерними, вино не є винятком. Кошерні вина повинні бути виготовлені згідно цих суворих критеріїв:
- вік виноградинка повинен бути більшим від 4 років
- виноградник повинен не використовуватися через кожні сім років
- щоб виробляти вино потрібно використовувати тільки кошерні матеріали

коли вино прибуває на виконанні чи інші місця вироблення вин до них торкаються можуть тільки євреї, які «святкують та поважають суботу».

## Споживання
Щорічне споживання вина серед ізраїльтян становить в середньому 4,6 літрів вина на людину, що приблизно дорівнює до рівня Угорщини чи Аргентини.

## Винотуризм
На початку 2008 року було оголошено, що на схилах між Зіхроном Яковим та Біньяміном буде створено винний парк загальною площею близько 150 акрів (0,61 км²) з метою сприяння розвитку туризму в цьому районі та етнокультури в Ізраїлі в цілому

## Галерея

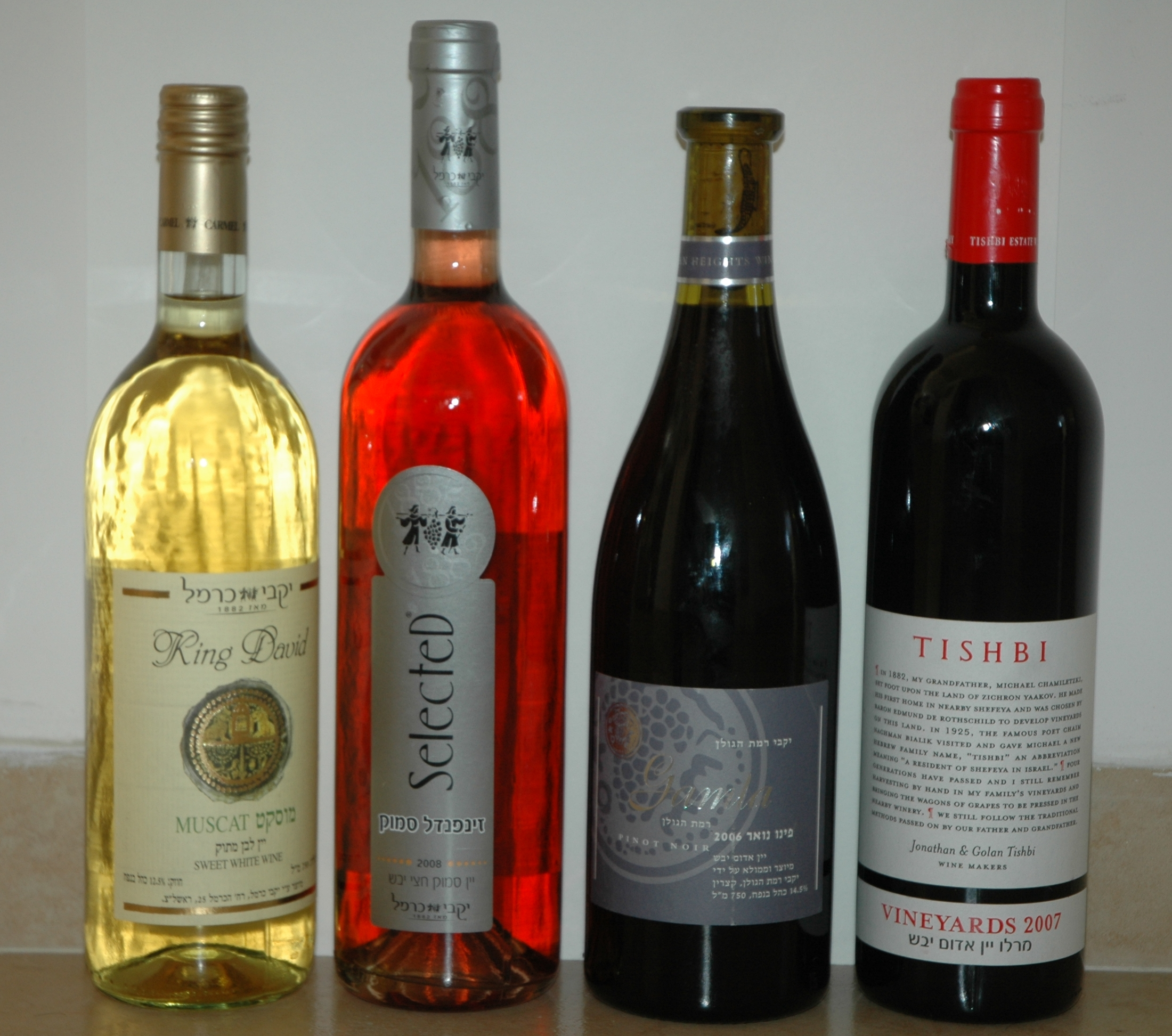
Вино Ізраїлю
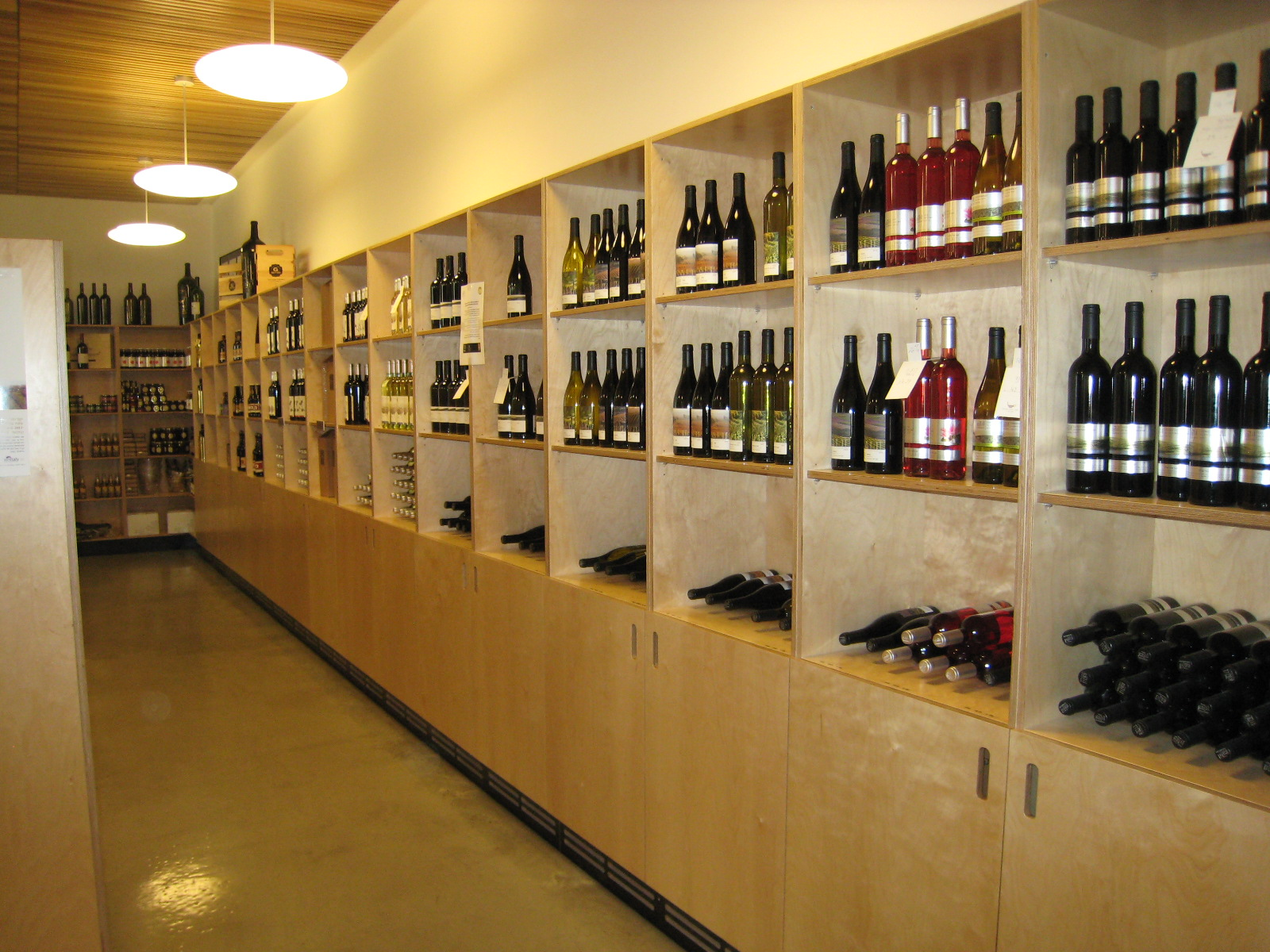
Ґолан Хейґтс відвідувальний центр
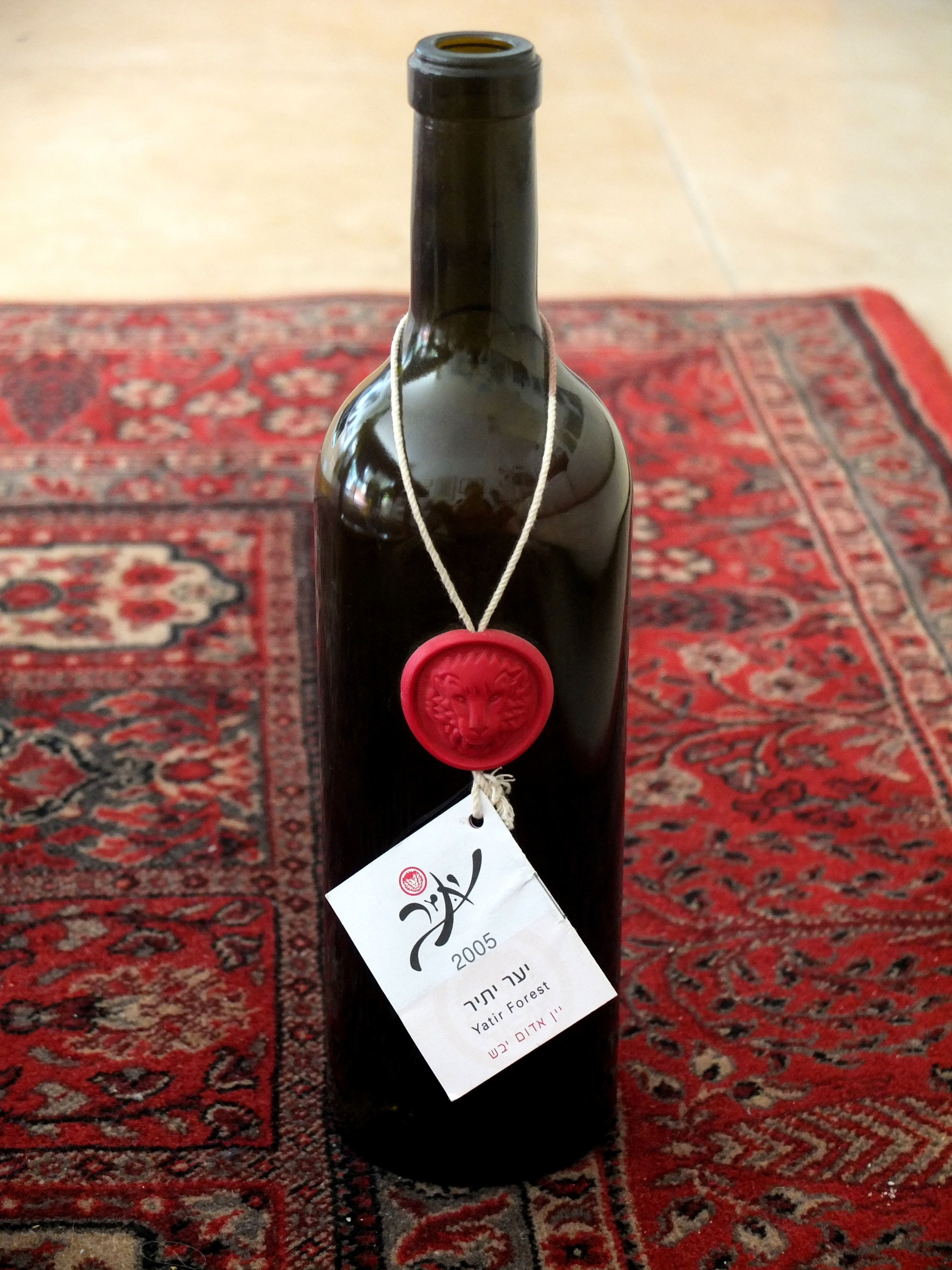
Пляшка Yatir Forest, 2005
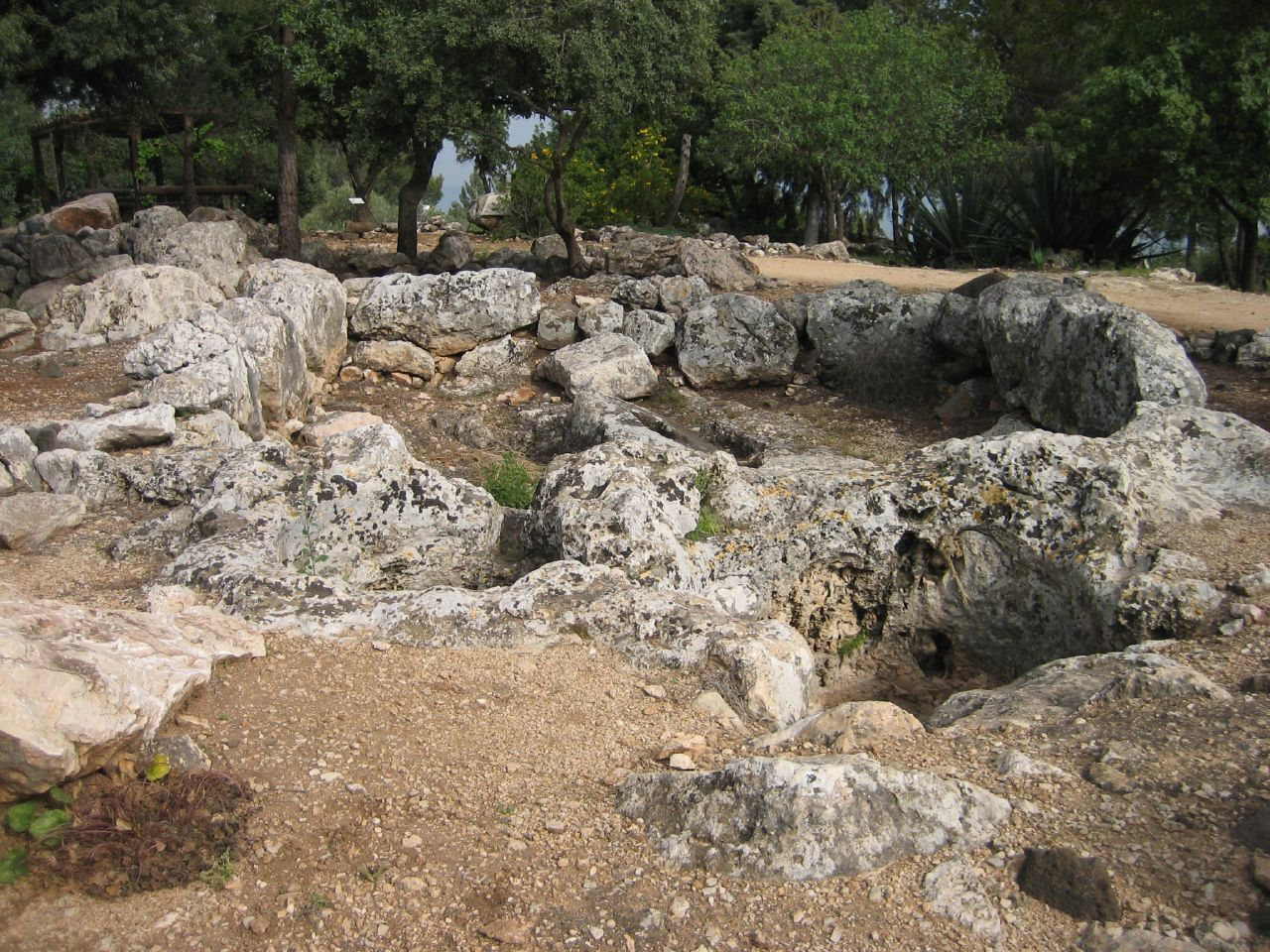
Руїни древнього пресу для вина ізраїльтян Талмудичного періоду (100–400 CE)
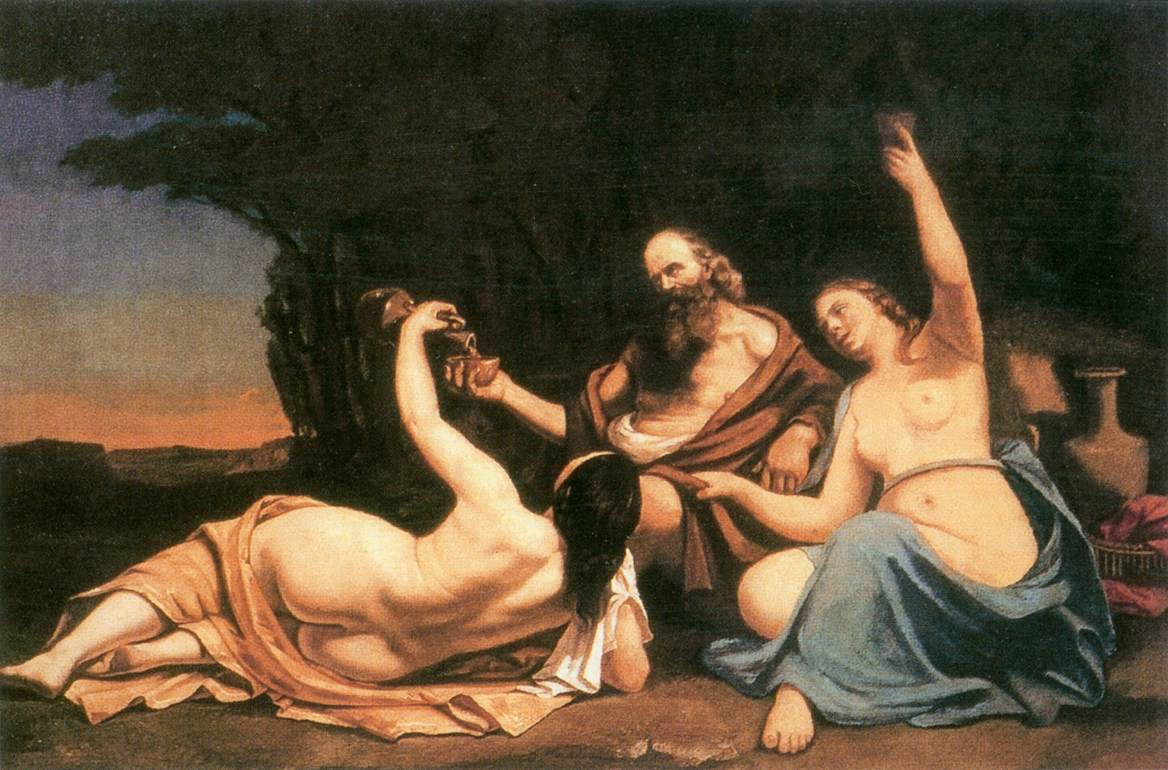
Дочки Лотто картина намальована  Густавом Корбе
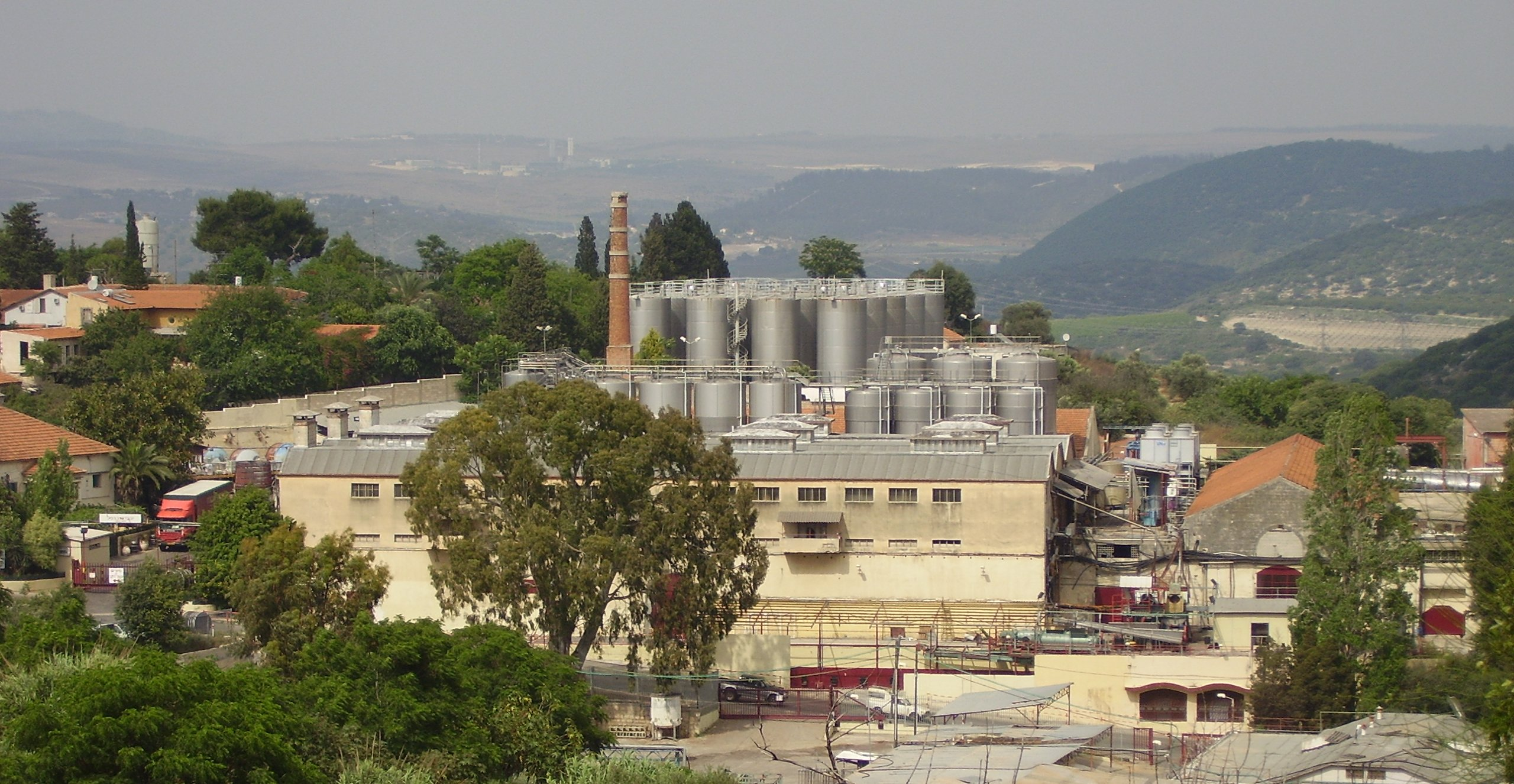
Виноробні Зіхрон Яаков
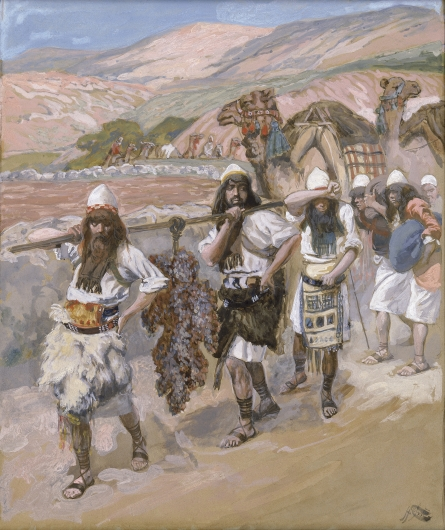
Хананське вино
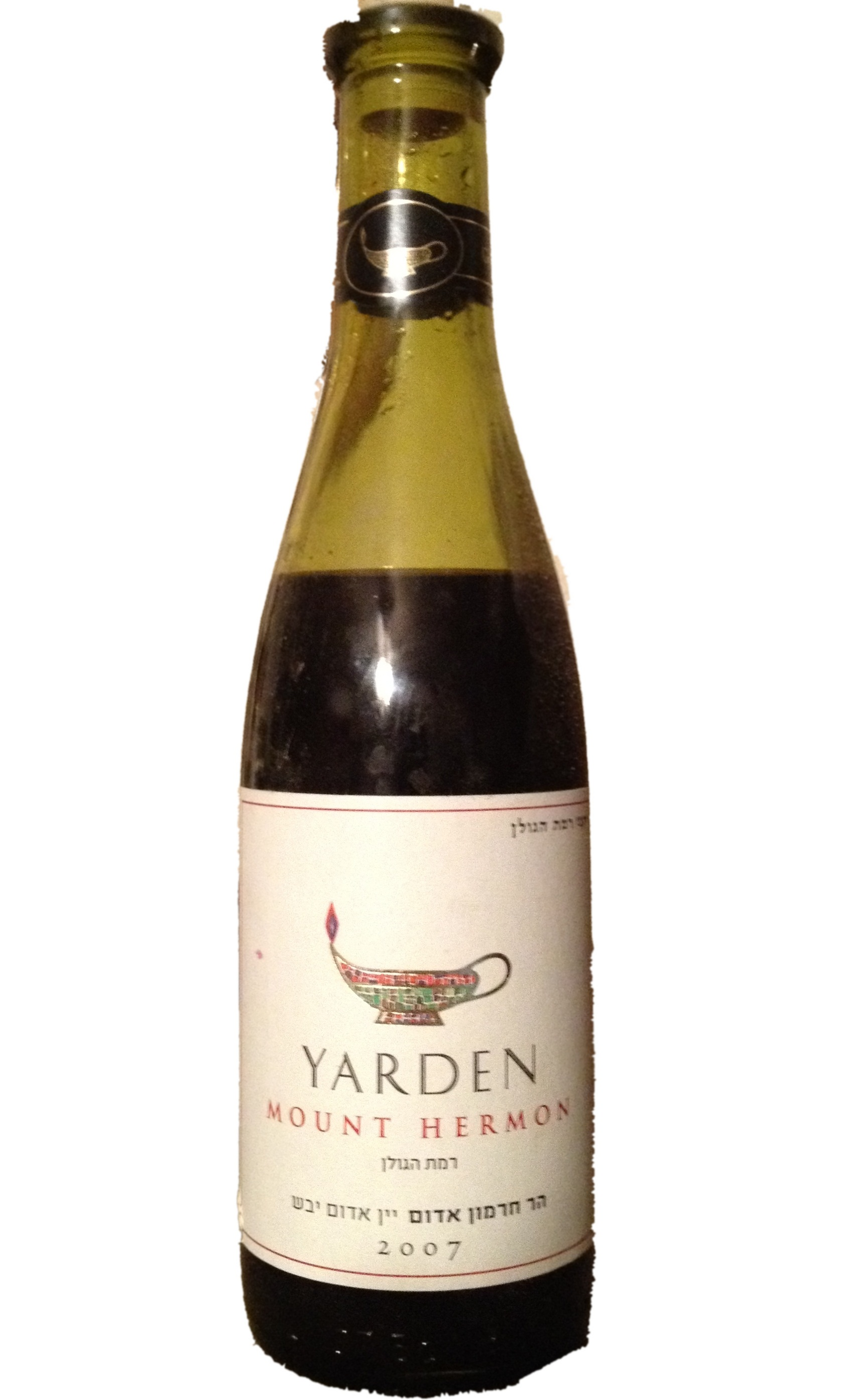
Вино Ярден з Ізраїлю з виробників Гори Хермон
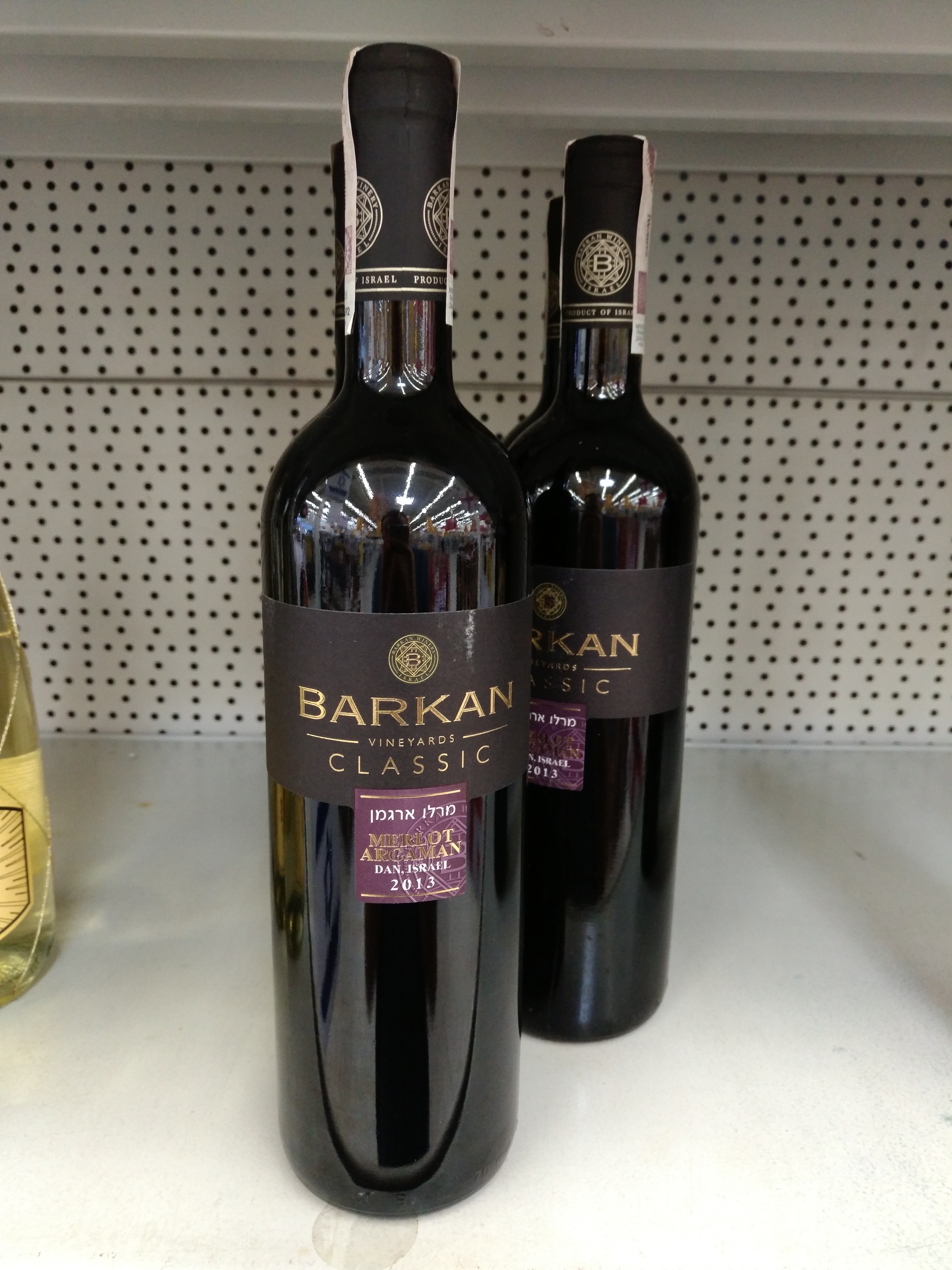
Класичне червоне вино Баркан